# Unbitrium
Unbitrium ist ein derzeit hypothetisches chemisches Element mit der Ordnungszahl 123.
Im Periodensystem steht es zwischen dem 122Unbibium und dem 124Unbiquadium.
Da von diesem Element keine natürlichen Isotope existieren, müsste es auf künstliche Weise durch Kernreaktionen erzeugt (synthetisiert) werden. Der Name ist vorläufig und leitet sich aus der Ordnungszahl ab.
Unbitrium ist möglicherweise das dritte Element, das ein g-Orbital besitzt, wodurch die 5. Schale mit drei zusätzlichen Elektronen aufgefüllt würde.
Im erweiterten Periodensystem gehört es zu den Transactinoiden (im einfachen Periodensystem ist es nicht dargestellt).

## Chemische Eigenschaften
Für das Element 123 wird nicht erwartet, dass Atome lange genug existieren, um eine Elektronenkonfiguration um den Kern zu bilden oder dass sogar chemische Bindungen entstehen. Chemische Eigenschaften sind also nicht definierbar.